# Fūjin

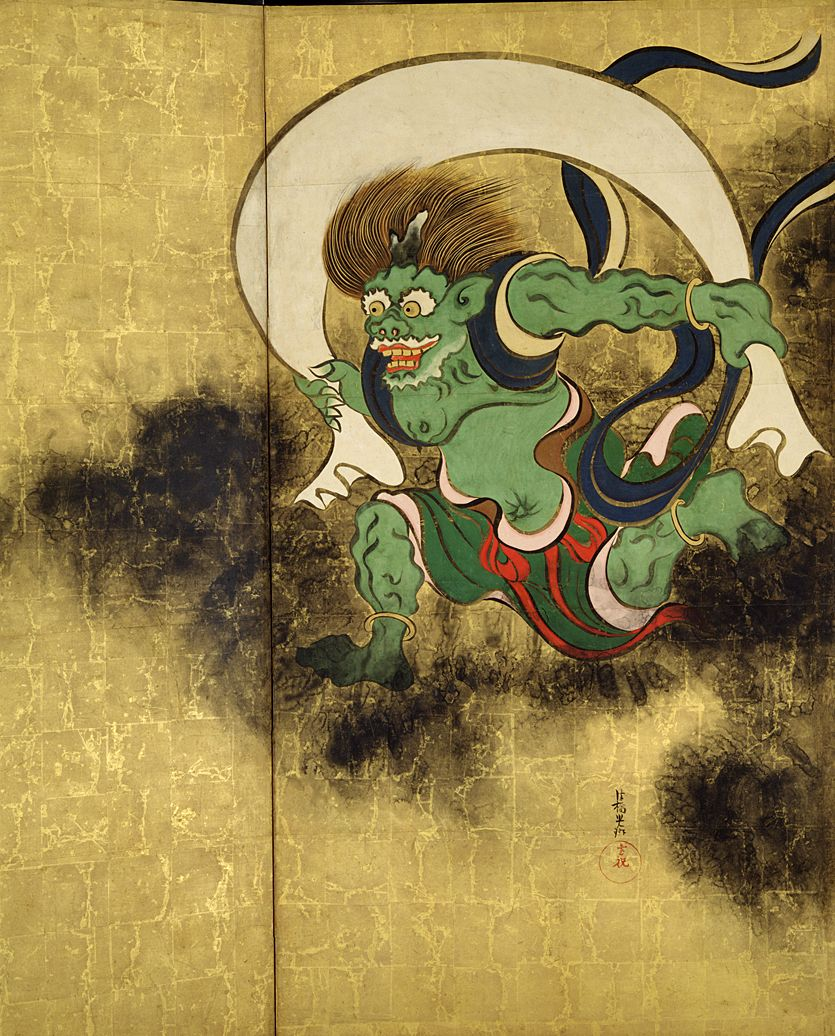
Der japanische Windgott Fūjin

Fūjin (jap. 風神) ist als japanischer Windgott eine der älteren Shintōgottheiten.
Er existierte der Legende nach schon vor der Erschaffung der Welt und ließ das erste Mal die Winde aus seinem Sack entweichen, die die Morgennebel vertrieben und den Platz zwischen Himmel und Erde erfüllten, so dass die Sonne erstrahlen konnte. 
Er wird oft zusammen mit dem Donnergott Raijin dargestellt.